# 謝列布里亞內耶普魯德區
54°27′N 38°44′E / 54.450°N 38.733°E

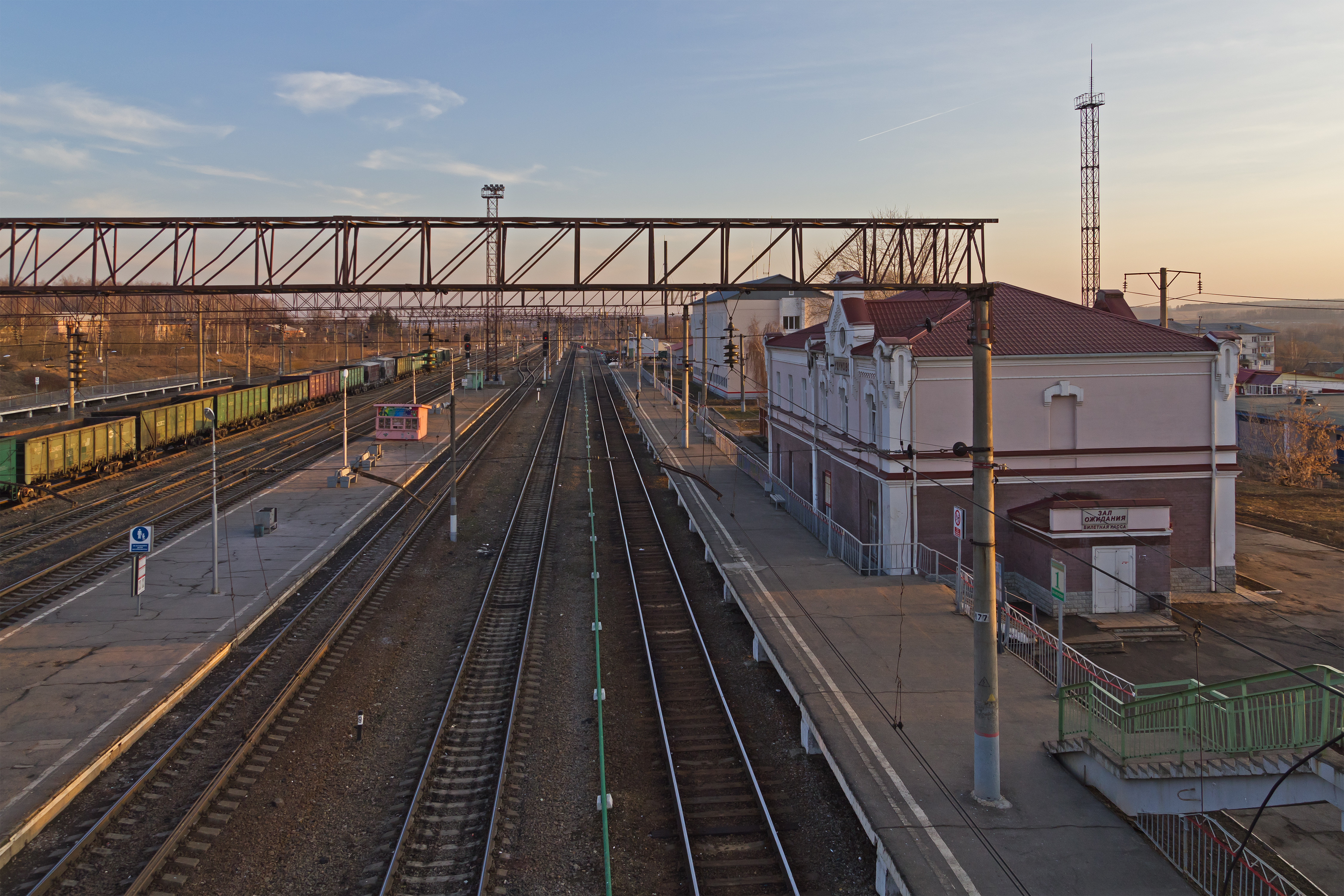

謝列布里亞內耶普魯德區（俄语：Городской округ Серебряные Пруды），是俄羅斯的一個區，位於該國西部，由莫斯科州負責管轄，面積877.38平方公里，2010年人口25,843，人口密度每平方公里29.45人。